# Glehn (Mechernich)
Glehn ist ein Ortsteil von Mechernich in der Eifel.

## Geographie
Glehn ist eine Ortschaft der Stadt Mechernich (Kreis Euskirchen) und liegt im Südwesten von Nordrhein-Westfalen. Durch den Ort fließt der Rotbach, der dort Mühlenbach genannt wird. Das Dorf liegt am Rande des Nationalparks Eifel.
Nachbarorte sind Eicks, Berg, Floisdorf, Hostel, Schützendorf, Lückerath, Bleibuir, Bergbuir (Stadt Mechernich) Düttling, und Hergarten (Stadt Heimbach).

## Geschichte
Die alte Römerstraße Köln – Zülpich führte nicht durch Glehn, sie führte durch den Eickser Busch. Die erste sichere Erwähnung erfolgte zwischen 1183 und 1185 im Mirakelbuch von St. Matthias in Trier, wonach ein Mädchen aus Glehn von schwerer Krankheit geheilt worden ist.
Mindestens seit 965 gehört Glehn dem Andreas-Stift in Köln. Erzbischof Brun von Köln übertrug die Gerichtsherrschaft mit dem Hochgericht in Glehn („ius territoriale seu gladij in Glehen“) zusammen mit dem Zehnt in Neunkirchen dem von ihm gegründeten Stift St. Andreas.
Mittelpunkt der Unterherrschaft war der Fronhof, zu dem 250 Morgen gehörten. Das Stift setzte zur Wahrung seiner Interessen Vögte ein, die zum Teil namentlich bekannt sind. Es waren Angehörige der adeligen Familien, die in der weiteren Umgebung von Glehn ihren Sitz hatten. Nach den Herren von Wolkenburg aus dem Drachenfelser Land folgten die Rode von Sinzich, die Gertzen von Sinzich, die Merode von Schloßberg, die Smeich von Birgel und andere. Diese Adeligen gehörten in der Regel mit ihren eigenen Besitzungen zum Herzogtum Jülich und versuchten oft die Herrschaft Glehn für den Herzog von Jülich zu gewinnen. Die Glehner wollten aber beim Andreasstift und damit letztlich beim Kurstift Köln bleiben. Daraus ergaben sich Konflikte, die beim Reichskammergericht bis zum Ende des alten Reiches 1806 weiter schwelten und letztlich nicht gelöst wurden.
Am 1. Juli 1969 wurde Glehn nach Mechernich eingemeindet.

## Wappen

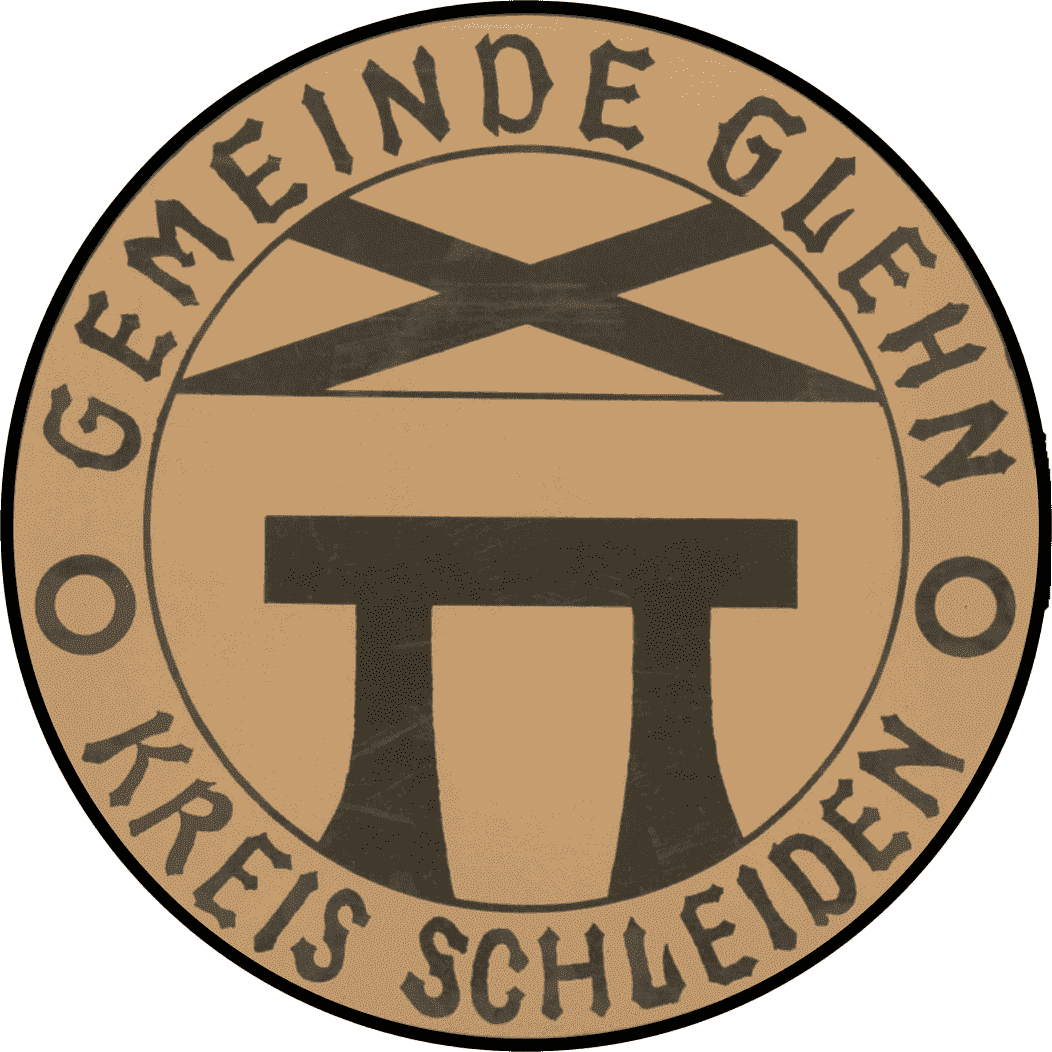
Ehem. Gemeindesiegel

| Wappen der früheren Gemeinde Glehn (Eifel) | Blasonierung: „Unter einem silbernen (weißen) mit einem durchgehenden schwarzen Andreaskreuz belegten Schildhaupt in Rot ein silberner (weißer) Gerichtstisch.“                                                                                                   |
| Wappen der früheren Gemeinde Glehn (Eifel) | Wappenbegründung: Das von Joseph Decku entworfene Wappen wurde am 29. Juni 1962 vom nordrhein-westfälischen Innenminister verliehen. Das Kreuz steht für den heiligen Andreas, dem Ortspatron der Gemeinde. Der Tisch erinnert an den früheren Gerichtsort Glehn. |

## Kultur und Sehenswürdigkeiten

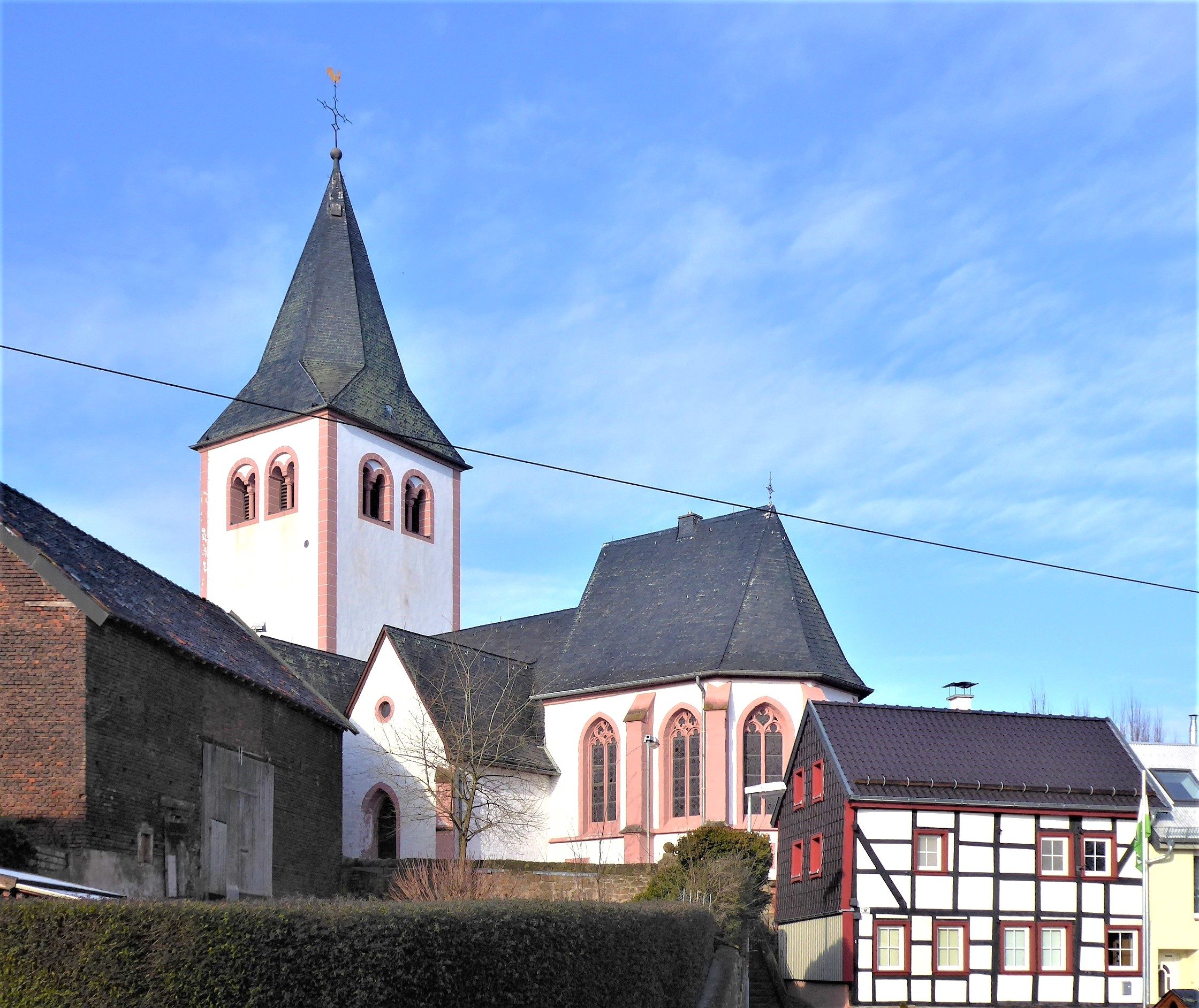
Pfarrkirche St. Andreas

Die Pfarrkirche St. Andreas mit ihrem spätromanischen Turm aus dem 12. Jahrhundert ist weithin sichtbar. Davor ist ein Anbau von 1866. Der Turm besitzt unter anderem Glocken von 1424, 1485 und 1613. 1961 wurden bei Restaurierungen Wand- und Gewölbemalereien aus dem 15. Jahrhundert freigelegt. Der Chor ist frühgotisch und stellt eine Erneuerung im Spätmittelalter dar, vergleichbar mit St. Ursula in Köln.
Im Pfarrhaus sind noch Reste des ehemaligen Fronhofes zu erkennen und das fünf Meter tiefe Verlies für die Gefangenen ist erhalten.
Die Dorfbewohner arbeiteten in den vorigen Jahrhunderten vielfach in den Bleibergwerken bei Mechernich und hatten im Dorf nur einen kleinen bäuerlichen Nebenerwerb.
Um den Dorfplatz herum stehen gut gepflegte alte Fachwerkhäuser, die sehenswert sind. Es entstanden um den alten Kern herum vielfache neue Bebauungen.
Heute besitzt Glehn eine lebendige Vereinskultur, unter anderem den Musikverein Waldlust, den Karnevalsverein Äzebälleg, den Sportverein, den Frauenchor, die Freiwillige Feuerwehr sowie den seit 1901 bestehenden Theaterverein.

## Öffentliche Einrichtungen
- Bürgerhaus (2024 fertiggestellt)
- Feuerwehrhaus Freiwillige Feuerwehr Mechernich-Glehn (Wiesenweg 3)
- Friedhof mit Einsegnungshalle
- Kindergarten „Purzelbaum“ der AWO
- Musikhaus des Musikvereins Waldlust Glehn e. V. 1902
- Pfarrkirche St. Andreas
- Sportplatz (SG Rotbachtal/Strempt)
- Spielplatz (neben dem Sportplatz)

## Verkehr
Die VRS-Buslinie 888 der RVK, die als TaxiBusPlus nach Bedarf verkehrt, stellt den Personennahverkehr mit den angrenzenden Orten und der Stadt Mechernich sicher. Zusätzlich verkehren einzelne Fahrten der auf die Schülerbeförderung ausgerichteten Linie 896.
| Linie | Betreiber | Verlauf |
| ----- | --------- | --- |
| 888   | RVK       | MiKE: Mechernich Stiftsweg – Mechernich Bf – Roggendorf – Hostel – Glehn – Eicks – Floisdorf – Berg – Floisdorf – Eicks – Kommern |
| 896   | Schäfer   | Berg – Floisdorf – Eicks – Glehn – Hostel – (Denrath – Schützendorf – Lückerath – Roggendorf –) Mechernich Bf → Mechernich Feytal |